# Turkiska cupen i fotboll
Turkiska cupen (turkiska: Türkiye Kupası), är en fotbollsturnering i Turkiet som grundades 1962. Cupens sponsor är Ziraat Bankası.

## Turneringsformat

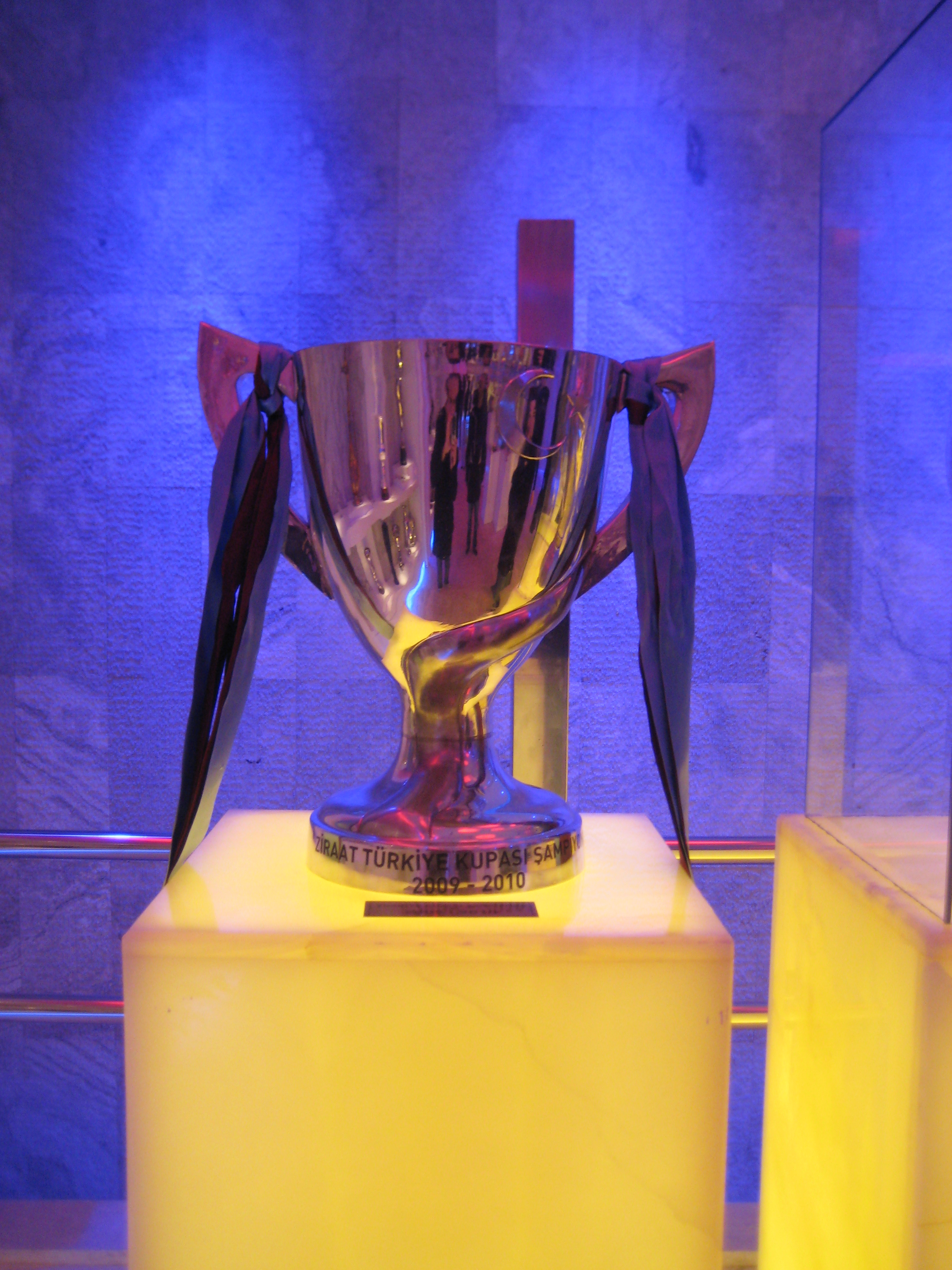

I den turkiska cupen tävlar 156 lag från det turkiska ligasystemet. I den första omgången möts 86 lag från de lägre serierna samt amatörlag. Vinnarna går in i den andra omgången tillsammans med klubbar från Süper Lig, TFF 1. Lig och TFF 2. Lig. Lag som deltar i de europeiska cuperna (Champions League och Europa League) går in i omgång fyra. Efter den femte omgången blir åtta lag lottade in i två gruppspel. Ettan och tvåan i de båda grupperna spelar senare ett dubbelmöte i semifinalen. Vinnarna i semifinalerna spelar sedan finalen på en neutral arena.
Vinnaren av cupen blir kvalificerade för att spela kvalet till Europa League och får även spela i den Turkiska Supercupen mot vinnaren av Süper Lig. Om vinnaren av cupen redan kvalificerat sig för spel i Europa får tvåan deras Europa-plats. På grund av detta så spelade Kayseri Erciyesspor UEFA-cupen 2007/2008 trots att laget åkte ur Süper Lig.

## Tidigare vinnare
| - 1963 – Galatasaray - 1964 – Galatasaray - 1965 – Galatasaray - 1966 – Galatasaray - 1967 – Altay - 1968 – Fenerbahçe - 1969 – Göztepe - 1970 – Göztepe - 1971 – Eskişehirspor - 1972 – Ankaragücu - 1973 – Galatasaray - 1974 – Fenerbahçe - 1975 – Beşiktaş - 1976 – Galatasaray - 1977 – Trabzonspor - 1978 – Trabzonspor - 1979 – Fenerbahçe - 1980 – Altay - 1981 – Ankaragücü - 1982 – Galatasaray | - 1983 – Fenerbahçe - 1984 – Trabzonspor - 1985 – Galatasaray - 1986 – Bursaspor - 1987 – Gençlerbirliği - 1988 – Sakaryaspor - 1989 – Beşiktaş - 1990 – Beşiktaş - 1991 – Galatasaray - 1992 – Trabzonspor - 1993 – Galatasaray - 1994 – Beşiktaş - 1995 – Trabzonspor - 1996 – Galatasaray - 1997 – Kocaelispor - 1998 – Beşiktaş - 1999 – Galatasaray - 2000 – Galatasaray - 2001 – Gençlerbirliği - 2002 – Kocaelispor | - 2003 – Trabzonspor - 2004 – Trabzonspor - 2005 – Galatasaray - 2006 – Beşiktaş - 2007 – Beşiktaş - 2008 – Kayserispor - 2009 – Beşiktaş - 2010 – Trabzonspor - 2011 – Beşiktaş - 2012 – Fenerbahçe - 2013 – Fenerbahçe - 2014 – Galatasaray - 2015 – Galatasaray - 2016 – Galatasaray - 2017 – Konyaspor - 2018 – Akhisar Belediyespor - 2019 – Galatasaray - 2020 – Trabzonspor - 2021 – Beşiktaş |

## Maratontabell
| Klubb                | Vinster | Tvåa | Vinster (år)                                                                                               | Tvåa (år)                                            |
| -------------------- | ------- | ---- | --- | ---------------------------------------------------- |
| Galatasaray          | 18      | 5    | 1963, 1964, 1965, 1966, 1973, 1976, 1982, 1985, 1991, 1993, 1996, 1999, 2000, 2005, 2014, 2015, 2016, 2019 | 1969, 1980, 1994, 1995, 1998                         |
| Beşiktaş             | 10      | 6    | 1975, 1989, 1990, 1994, 1998, 2006, 2007, 2009, 2011, 2021                                                 | 1966, 1977, 1984, 1993, 1999, 2002                   |
| Trabzonspor          | 9       | 6    | 1977, 1978, 1984, 1992, 1995, 2003, 2004, 2010, 2020                                                       | 1975, 1976, 1985, 1990, 1997, 2013                   |
| Fenerbahçe           | 6       | 9    | 1968, 1974, 1979, 1983, 2012, 2013                                                                         | 1963, 1965, 1989, 1996, 2001, 2005, 2006, 2009, 2010 |
| Altay                | 2       | 5    | 1967, 1980                                                                                                 | 1964, 1968, 1972, 1979, 1986                         |
| Ankaragücü           | 2       | 3    | 1972, 1981                                                                                                 | 1973, 1982, 1991                                     |
| Gençlerbirliği       | 2       | 3    | 1987, 2001                                                                                                 | 2003, 2004, 2008                                     |
| Göztepe              | 2       | 1    | 1969, 1970                                                                                                 | 1967                                                 |
| Kocaelispor          | 2       | 0    | 1997, 2002                                                                                                 | –                                                    |
| Bursaspor            | 1       | 5    | 1986 | 1971, 1974, 1992, 2012, 2015                         |
| Eskişehirspor        | 1       | 3    | 1971 | 1970, 1987, 2014                                     |
| Akhisar Belediyespor | 1       | 1    | 2018 | 2019                                                 |
| Kayserispor          | 1       | 0    | 2008 | –                                                    |
| Konyaspor            | 1       | 0    | 2017 | –                                                    |
| Sakaryaspor          | 1       | 0    | 1988 | –                                                    |
| İstanbul BB          | 0       | 2    | – | 2011, 2017                                           |
| Antalyaspor          | 0       | 2    | – | 2000, 2021                                           |
| Adana Demirspor      | 0       | 1    | – | 1978                                                 |
| Boluspor             | 0       | 1    | – | 1981                                                 |
| Kayseri Erciyesspor  | 0       | 1    | – | 2007                                                 |
| Mersin İdmanyurdu    | 0       | 1    | – | 1983                                                 |
| Samsunspor           | 0       | 1    | – | 1988                                                 |
| Alanyaspor           | 0       | 1    | – | 2020                                                 |